# Moldavie aux Jeux olympiques d'été de 2020
La Moldavie participe aux Jeux olympiques de 2020 à Tokyo au Japon. Il s'agit de sa 7e participation à des Jeux d'été.

## Médaillés
| Sport       | Discipline               | Athlète(s)         | Performance  | Date   |
| ----------- | ------------------------ | ------------------ | ------------ | ------ |
| Canoë-kayak | Sprint C1 1 000 m hommes | Serghei Tarnovschi | 4 min 6 s 69 | 7 août |

## Athlètes engagés
| Sport         | Hommes | Femmes | Total |
| ------------- | ------ | ------ | ----- |
| Athlétisme    | 2      | 4      | 6     |
| Canoë-kayak   | 1      | 2      | 3     |
| Haltérophilie | 1      | 1      | 2     |
| Judo          | 2      | 0      | 2     |
| Lutte         | 1      | 1      | 2     |
| Natation      | 1      | 1      | 2     |
| Tir           | 0      | 1      | 1     |
| Tir à l'arc   | 1      | 1      | 2     |
| Total         |        |        |       |

## Résultats

### Athlétisme
| Athlète          | Épreuve          | Finale          | Finale |
| Athlète          | Épreuve          | Temps           | Rang   |
| ---------------- | ---------------- | --------------- | ------ |
| Lilia Fisicovici | Marathon féminin | 2 h 39 min 59 s | 54e    |

| Athlète             | Épreuve                    | Qualification | Qualification | Finale      | Finale   |
| Athlète             | Épreuve                    | Performance   | Rang          | Performance | Rang     |
| ------------------- | -------------------------- | ------------- | ------------- | ----------- | -------- |
| Serghei Marghiev    | Lancer du marteau masculin | 75,94 m       | 10e           | 75,24 m     | 12e      |
| Andrian Mardare     | Lancer du javelot masculin | 82,70 m       | 10e           | 83,30 m     | 7e       |
| Dimitriana Surdu    | Lancer du poids féminin    | 16,55 m       | 28e           | Éliminée    | Éliminée |
| Alexandra Emilianov | Lancer du disque féminin   | 54,57 m       | 30e           | Éliminée    | Éliminée |
| Zalina Petrivskaya  | Lancer du marteau féminin  | 69,29 m       | 11e           | Éliminée    | Éliminée |

### Canoë-kayak
| Athlète                     | Compétition       | Série         | Série | Quarts de finale | Quarts de finale | Demi-finale   | Demi-finale | Finale Finale B Finale C | Finale Finale B Finale C            |
| Athlète                     | Compétition       | Temps         | Rang  | Temps            | Rang             | Temps         | Rang        | Temps                    | Rang                                |
| --------------------------- | ----------------- | ------------- | ----- | ---------------- | ---------------- | ------------- | ----------- | ------------------------ | ----------------------------------- |
| Serghei Tarnovschi          | K1 1 000 m hommes | 4 min 2 s 794 | 1er   | Exempté          | Exempté          | 4 min 6 s 635 | 2e          | 4 min 6 s 69             | Médaille de bronze, Jeux olympiques |
| Daniela Cociu               | C1 200 m femmes   | 48 s 338      | 3e    | 48 s 594         | 6e               | Éliminée      | Éliminée    | Éliminée                 | Éliminée                            |
| Maria Olărașu               | C1 200 m femmes   | 50 s 607      | 7e    | 49 s 2           | 7e               | Éliminée      | Éliminée    | Éliminée                 | Éliminée                            |
| Daniela Cociu Maria Olărașu | C2 500 m femmes   | 2 min 6 s 70  | 4e    | 2 min 3 s 434    | 2e               | 2 min 5 s 910 | 4e          | 2 min 1 s 750            | 7e                                  |

### Haltérophilie
| Athlète      | Compétition           | Arraché  | Arraché | Épaulé-jeté | Épaulé-jeté | Total  | Rang |
| Athlète      | Compétition           | Résultat | Rang    | Résultat    | Rang        | Total  | Rang |
| ------------ | --------------------- | -------- | ------- | ----------- | ----------- | ------ | ---- |
| Marin Robu   | Moins de 73 kg hommes | 155 kg   | 3e      | 175 kg      | 10e         | 330 kg | 8e   |
| Elena Cîlcic | Moins de 87 kg femmes | 105 kg   | 8e      | 135 kg      | 7e          | 240 kg | 8e   |

### Judo
| Athlète       | Compétition           | 1er tour                 | 2e tour               | Quart de finale     | Demi-finale         | Repêchage           | Finale / MB         | Rang    |
| Athlète       | Compétition           | Adversaire Résultat      | Adversaire Résultat   | Adversaire Résultat | Adversaire Résultat | Adversaire Résultat | Adversaire Résultat | Rang    |
| ------------- | --------------------- | ------------------------ | --------------------- | ------------------- | ------------------- | ------------------- | ------------------- | ------- |
| Vieru         | Moins de 66 kg hommes | Nurillaev Victoire 10-00 | Cargnin Défaite 00-01 | Éliminé             | Éliminé             | Éliminé             | Éliminé             | Éliminé |
| Victor Sterpu | Moins de 73 kg hommes | Estrada Victoire 10-00   | Butbul Défaite 00-10  | Éliminé             | Éliminé             | Éliminé             | Éliminé             | Éliminé |

### Lutte
| Athlète           | Compétition                | Huitièmes de finale          | Quarts de finale           | Demi-finale         | Repêchage           | Finale 3e place Classement | Rang     |
| Athlète           | Compétition                | Adversaire Résultat          | Adversaire Résultat        | Adversaire Résultat | Adversaire Résultat | Adversaire Résultat        | Rang     |
| ----------------- | -------------------------- | ---------------------------- | -------------------------- | ------------------- | ------------------- | -------------------------- | -------- |
| Anastasia Nichita | Libre femmes 57 kg         | Adekuoroye Victoire 2-8 (VT) | Nikolova Défaite 3-6       | Éliminée            | Éliminée            | Éliminée                   | Éliminée |
| Victor Ciobanu    | Gréco-romaine hommes 60 kg | Kamal Victoire 8-0           | Sharshenbekov Victoire 9-0 | Orta Défaite 0-11   | -                   | Emelin Défaite 1-12        | 5e       |

### Natation
| Athlète          | Épreuve                   | Série         | Série | Demi-finale  | Demi-finale | Finale   | Finale   |
| Athlète          | Épreuve                   | Temps         | Rang  | Temps        | Rang        | Temps    | Rang     |
| ---------------- | ------------------------- | ------------- | ----- | ------------ | ----------- | -------- | -------- |
| Alexei Sancov    | 200 m nage libre masculin | 1 min 47 s 76 | 28e   | Éliminé      | Éliminé     | Éliminé  | Éliminé  |
| Alexei Sancov    | 200 m papillon masculin   | 1 min 57 s 55 | 26e   | Éliminé      | Éliminé     | Éliminé  | Éliminé  |
| Tatiana Salcuțan | 100 m dos féminin         | 1 min 1 s 59  | 28e   | Éliminée     | Éliminée    | Éliminée | Éliminée |
| Tatiana Salcuțan | 200 m dos féminin         | 2 min 9 s 98  | 11e   | 2 min 10 s 9 | 11e         | Éliminée | Éliminée |

### Tir
| Athlète    | Compétition                  | Qualification | Qualification | Finale   | Finale   |
| Athlète    | Compétition                  | Points        | Rang          | Points   | Rang     |
| ---------- | ---------------------------- | ------------- | ------------- | -------- | -------- |
| Anna Dulce | Pistolet à air comprimé 10 m | 557           | 48e           | Éliminée | Éliminée |

### Tir à l'arc
| Athlète                   | Compétition        | Tour préliminaire | Tour préliminaire | 1er tour           | 2e tour          | 3e tour          | Quarts de finale | Demi-finale      | Finale / 3e place | Rang     |
| Athlète                   | Compétition        | Score             | Rang              | Adversaire Score   | Adversaire Score | Adversaire Score | Adversaire Score | Adversaire Score | Adversaire Score  | Rang     |
| ------------------------- | ------------------ | ----------------- | ----------------- | ------------------ | ---------------- | ---------------- | ---------------- | ---------------- | ----------------- | -------- |
| Dan Olaru                 | Individuel hommes, | 648               | 49e               | Duenas Défaite 0-6 | Éliminé          | Éliminé          | Éliminé          | Éliminé          | Éliminé           | Éliminé  |
| Alexandra Mîrca           | Individuel femmes, | 627               | 51e               | Yang Défaite 0-6   | Éliminée         | Éliminée         | Éliminée         | Éliminée         | Éliminée          | Éliminée |
| Dan Olaru Alexandra Mîrca | Par équipe mixte,  | 1 275             | 22e               | Non disputé        | Non disputé      | Éliminés         | Éliminés         | Éliminés         | Éliminés          | Éliminés |